# Lucius Cassius Ambrosius
Lucius Cassius Ambrosius war ein antiker römischer Toreut (Metallbildner), der im ersten Drittel des 2. Jahrhunderts in Rom tätig war.
Lucius Cassius Ambrosius ist heute nur noch aufgrund einer gepunzten Signatur auf einem Sieb aus Bronze sowie eine Stempelung auf dem Griff desselben Bronzesiebes bekannt. Dieses wurde 1937 bei einem Depotfund, dem Inventar des Heiligtums des Iupiter Dolichenus des Kastells Locus Felicis in Mauer bei Amstetten, gefunden. Damit ist das Stück Teil des bis heute bedeutendsten Fundes dieser Art auf dem Gebiet von Österreich. Wahrscheinlich wurde das Inventar um das Jahr 233 vergraben. Heute befindet sich das Sieb mit den übrigen Stücken des Depotfundes im Kunsthistorischen Museum in Wien.